# Roberto Ceriotti
Roberto Ceriotti (Milano, 2 febbraio 1967) è un attore e conduttore televisivo italiano.
Ceriotti è noto soprattutto per le sue numerose apparizioni sui canali Fininvest/Mediaset in trasmissioni per bambini come Bim Bum Bam, dove prese il posto di Paolo Bonolis e diede vita a uno dei suoi personaggi più popolari, una parodia di Batman di nome BatRoberto.

## Biografia
Roberto Ceriotti ha cominciato la sua carriera facendo parte del Coro dei Piccoli Cantori di Milano, con i quali ha anche inciso parecchie sigle televisive. 
Nel 1977 ha partecipato a La Giornata di Reginaldo Peacock, film basato su una storia della scrittrice Katherine Mansfield e andato in onda il 2 dicembre 1977 sulla 2ª rete.
Nel 1979 ha recitato al Teatro Gerolamo di Milano in L'Adalgisa di Carlo Emilio Gadda, diretto da Umberto Simonetta. Con lo stesso regista ha lavorato nel 1980 per Il figlio sorridente, nel 1981 per Alcune domande di matrimonio e nel 1983 per C'era un sacco di gente soprattutto giovani.
Dal 1984 ha fatto parte della compagnia stabile del teatro San Calimero in Milano di Piero Mazzarella e Rino Silveri, dove ha recitato in I miserabili e dove è rimasto fino al 1990, anno in cui è diventato conduttore di Bim Bum Bam, ruolo che terrà per ben dieci anni. Successivamente è stato protagonista di telepromozioni e televendite (come per esempio nel contenitore pomeridiano "Il giardino dei girasoli") in altre trasmissioni delle reti Mediaset, fino al 2010, anno in cui ha lasciato il mondo dello spettacolo.
Dal 2012 è consulente per una società operante nel campo dell'efficienza energetica per aziende, fornitura di energia e gas e mobilità elettrica.
Il 15 febbraio 2018, nel corso del programma 90 Special, si è riunito insieme ai suoi vecchi compagni di stable Uan e Carlotta Brambilla.

## Filmografia parziale

### Televisione
- Un delitto perbene – miniserie TV, regia di Giacomo Battiato (1977)
- La giornata di Reginaldo Peacock – film TV, regia di Mario Morini (1977)
- La commediante veneziana – miniserie TV, regia di Salvatore Nocita (1979)
- I-taliani – serie TV (Italia 1, 1989-1990)
- L'incredibile Debbi – miniserie TV, regia di Luciana Marotta (Canale 5, 1994)

### Cinema
- Una fredda mattina di maggio, regia di Vittorio Sindoni (1990)
- Metronotte, regia di Francesco Calogero  (1999)

## Televisione
- W le donne, gioco televisivo (Rete 4, 1984)
- Caffellatte (Canale 5, 1987-1988)
- Bim Bum Bam, programma televisivo  - conduttore (Italia 1, 1990-1991, 1997-2000; Canale 5, 1991-1997)
- Game Boat, gioco televisivo - co-conduttore (Rete 4, 1996)
- 90 Special - ospite (Italia 1, 2018)

## Pubblicità
- Fratelli Beretta, 1 episodio (2014)